# MyRookie
myRookie (ou myRookie- Be the one-) est une application mobile multiplateforme dédiée au recrutement sportif, qui propose  de mettre en relation tous les intervenants de ce secteur. . 
Elle a été créée par un treiziste français, Éric Anselme, qui, dans les années 2010, constate la difficulté pour les joueurs dans certains sports de repérer des opportunités de carrière et pour les clubs de connaitre les joueurs disponibles pour un recrutement. Ne sachant pas où postuler, certains joueurs sont obligés de quitter leur sport, d'en changer ou tout simplement d'interrompre leur carrière.
Fin des années 2020, l'application change de positionnement en devenant l’application officielle du recrutement Rugby, qui met en relation les joueurs directement avec les recruteurs. Nombreux centres de formation, d’équipes de clubs du Top14 et ProD2 l’ont adoptée.

## Histoire
L'application est disponible le 15 février 2019 et elle est l’œuvre d'Éric Anselme, un ancien joueur de rugby à XIII et entraineur d'Albi. Ce dernier indiquant avoir mis un an à mettre au point l'application.
Celui-ci explique alors à la presse les raisons qui l'ont amené à créer ce nouvel outil : «Je me suis basé sur mes expériences passées, explique-t-il, avant, c'était très difficile pour un jeune joueur sans contact, sans réseau, de se démarquer pour rejoindre un club souhaité». 
L'application s'étend au monde du rugby à XV, XIII et à VII, d’autres sports collectifs sont à venir. Un grand club de rugby à XV, le Stade toulousain, invite même les candidats joueurs ou entraineur à s'y inscrire. Son entraineur d'alors, Ugo Mola indiquant sur le site officiel du club professionnel : « myRookie est l’application qui va aider au quotidien les coachs et les clubs sportifs. Nous allons l’adopter au Stade Toulousain ; Nous pourrons ainsi avoir une visibilité sur l’ensemble des joueurs, des plus connus aux pépites en manque de reconnaissance. Nous comptons aussi améliorer la visibilité de notre Centre de Formation, qui reste une de nos priorités ».

## Utilisation
L'application est utilisée aussi bien en France (par des clubs tels que celui des Stade Toulousain, Union Bègles Bordeaux, Stade Français, Stade Aurillacois, SU Agen, Valence Romans Drôme Rugby, Biarritz Olympique) qu'à l'étranger (Melbourne Storms, Leeds Rhinos, Ottawa Aces, Canberra Raiders...). Elle a été approuvée par la NRL, le championnat de rugby à XIII australien et de nombreux clubs de Top14 et ProD2.

## Fonctionnement

### Principe

Icône de l'application.

Le principe est très comparable à celui de LinkedIn, mais plus simplifié et  adapté au monde sportif.
Ainsi, un joueur à la recherche d'un club devra renseigner son profil (âge, poids, taille, poste). Il dispose ensuite de 20 étoiles pour se noter suivant les secteurs pré-enregistrés : vitesse, puissance, technique, mental, attaque et défense.
De leur côté, les recruteurs, les clubs qui sont à la recherche de joueurs pourront également créer leur profil. Ils auront alors accès aux meilleurs Rookies du moment grâce à l’algorithme doté d’une intelligence artificielle (AI, ML) pour évaluer les joueurs. 
Un système de certification sera développé par la suite pour débusquer les potentiels faux profils.

### Prix
Le principe promu par le logiciel est la gratuité pour les clubs et joueurs pour la formule de base, une formule « premium  » étant prévue en 2021. 
En revanche, les recruteurs ou les clubs doivent payer une licence par utilisateur pour débloquer des accès supplémentaires à la gestion de leurs comptes « clubs » . 
Une « version 2.0 » présentée comme ayant l’ambition de « révolutionner le concept »  est sortie le 5 décembre 2020.

### Logiciels similaires
- Linkedin
- Viadeo